# Рау, Наталия Александровна
Рау, Наталия Александровна (в девичестве Голяшкина; 1870, Москва — 1947, там же) — советский и российский сурдопедагог, дефектолог. Супруга Ф. А. Рау.

## Биография
Родилась 24 мая (5 июня по новому стилю) 1870 года в семье юриста.
Окончив в 1896 году Московскую женскую гимназию, преподавала в школе для глухих.
В 1900 году организовала в Москве первый в России и Европе детский сад для глухих, в 1915 году — курсы для матерей и воспитательниц глухих дошкольников.
В 1915—1921 годах — инструктор детских садов для глухих.
В 1923—1947 годах преподавала во 2-м МГУ на кафедре сурдопедагогики, с 1929 года — в МГПУ им. Ленина. В 1932 году Н. А. Рау присвоена степень кандидата педагогических наук.
Создала систему дошкольного воспитания глухих, автор первого пособия по обучению и воспитанию глухих дошкольников.
В 1922 году совместно с мужем организовала кружок беглого чтения с губ, преобразованный в 1928 году в клуб. В течение 40 лет осуществляла методическое руководство дошкольными учреждениями, вела консультационную работу с родителями глухих детей.
Похоронена в Москве, на Даниловском кладбище рядом с мужем.

## Семья
- Муж — Рау Фёдор Андреевич, дефектолог; один из организаторов высшего дефектологического образования в России.
- Сын — Рау Фёдор Фёдорович, советский сурдопедагог.